# Linia kolejowa Wanne-Eickel – Hamburg
Linia kolejowa Wanne-Eickel–Hamburg – najkrótsze połączenie kolejowe między Zagłębiem Ruhry i Hamburgiem, a jednocześnie jedna z najważniejszych linii kolejowych w północno-zachodnich Niemczech. Łączy miasta Münster, Osnabrück i Brema.
Została zbudowana w latach 1870-1874 przez Köln-Mindener Eisenbahn-Gesellschaft z siedzibą w Wanne-Eickel. Dziś jest zelektryfikowaną magistralą, co najmniej dwutorową. Części trasy jest wyposażona  w kontrolę pociągu Linienzugbeeinflussung, która umożliwia rozwinięcie prędkości do 200 km/h.